# Arachnocampa flava
Arachnocampa flava är en tvåvingeart som beskrevs av Harrison 1966. Arachnocampa flava ingår i släktet Arachnocampa och familjen platthornsmyggor.
Artens utbredningsområde är Queensland. Inga underarter finns listade i Catalogue of Life.